# Red, White & Royal Blue (powieść)
Red, White & Royal Blue – amerykańska powieść romantyczna, poruszająca wątki LGBT, będąca debiutem Casey McQuiston. Została opublikowana 14 maja 2019 przez St. Martin’s Griffin. Jej głównym bohaterem jest Alex Gabriel Claremont-Diaz, syn prezydenta USA, który zakochuje się w brytyjskim księciu. Filmowa adaptacja pod tym samym tytułem ukazała się 11 sierpnia 2023. Polskie wydanie ukazało się w 2020 nakładem wydawnictwa Prószyński i S-ka w tłumaczeniu Emilii Skowrońskiej.